# Grodelj
Grodelj je surovo železo, ki ga pridobijo s postopkom taljenja železove rude v visokih pečeh, imenovanih plavži. Industrijski obrat, kjer poteka proizvodnja surovega železa, se imenuje železarna. Ima visoko vsebnost ogljika, običajno med 3,8 in 4,7 %, poleg tega vsebuje silicijev dioksid in druge nečistoče, zato je zelo krhek in sam po sebi pretežno neuporaben. V metalurških obratih se predela v jeklo in druge uporabnejše oblike železa.